# Autopalpazione del testicolo
L'autopalpazione del testicolo è una metodica diagnostica per la presenza di noduli a livello dello scroto, nell'ottica di screening del tumore del testicolo nella popolazione maschile

## Descrizione
L'esame andrebbe eseguito almeno una volta al mese, preferibilmente dopo una doccia o un bagno caldo, che rilassano lo scroto e facilitano la rilevazione di eventuali anomalie:
- Porsi di fronte a uno specchio e verificare che non vi siano rigonfiamenti dello scroto.
- Esaminare ciascun testicolo con entrambe le mani tramite un delicato movimento rotatorio, mettendo indice e medio nella zona inferiore e pollice in quella superiore. Tale palpazione risulta normalmente non dolorosa. È normale anche percepire un testicolo di dimensioni superiori all'altro, tuttavia, a meno che la differenza non sia particolarmente rilevante, si tratta di una condizione fisiologica.
- Trovare l'epididimo, cioè la morbida struttura tubulare che si trova dietro al testicolo e che trasporta lo sperma e che a un occhio inesperto potrebbe essere scambiato per una massa sospetta.

Nel caso vengano rilevate formazioni, più frequentemente nella parte posteriore che in quella anteriore del testicolo, chiedere subito parere a un medico. Anche nel caso non venga rilevato nulla è opportuno effettuare una visita andrologica una volta l'anno. Inoltre, dopo i 50 anni è consigliato almeno una volta ogni due anni il test del PSA.